# Península de Northland
La península de Northland se encuentra en el extremo septentrional de la isla Norte de Nueva Zelanda, siendo el lugar más boreal del país (latitud 34° 23' 47" Sur). Está unido al resto de la isla por el istmo de Auckland, situado entre los puertos de Waitematā y Manukau en el área metropolitana de Auckland, la segunda ciudad neozelandesa en importancia. Aunque se denomine igual, la península no comparte los mismos límites de la región de Northland, que ocupa el 80 % del territorio peninsular. La sección del sur restante forma administrativamente parte de la región de Auckland.
La península se prolonga 330 km al noroeste istmo de Auckland (en maorí Tāmaki) con un ancho máximo de 85 km. Su línea de costa es más sinuosa al norte y llana en el sur.
En la punta de la península de Northland se encuentra a su vez la península de Aupouri, de 100km de largo y máximo 10km de ancho. En el extremo septentrional de la península de Aupouri existen varios cabos: el cabo Maria van Diemen, el cabo Reinga, el Cabo Del Norte y los acantilados de Surville.
El estuario de Kaipara, situado en la vertiente meridional de la península (mar de Tasmania) es uno de los puertos naturales más grandes del mundo, extendiéndose algunos 670 km². Más al norte se encuentra Hokianga, el cual tiene una importancia histórica y cultural para los maoríes. Otro sitio significativo es Waitangi, donde se firmó el Tratado de Waitangi, mediante el cual Nueva Zelanda pasó a ser una colonia británica.
La mayor población de la península (aparte de Auckland) es Whangarei, un puerto al océano Pacífico.
|                      |
| Puerto de Whangarei. |

|                       |
| Wharenui en Waitangi. |

|                 |
| Bahía de Bream. |

|                  |
| Playa de Ripiro. |

|                                                             |
| Istmo de Auckland (Área metropolitana de Auckland en rojo). |